# 王孝询
王孝询（1945年7月—），汉族，重庆大足人，中华人民共和国教育界人物、第十一届全国政协委员。四川师范学院外语系毕业，西南大学世界史硕士生导师。

## 生平
加入中国致公党，担任致公党中央常委、重庆市委主委、重庆市政协副主席。2008年，当选第十一届全国政协委员，代表中国致公党，分入第十一组。